# Pescado a la Veracruzana

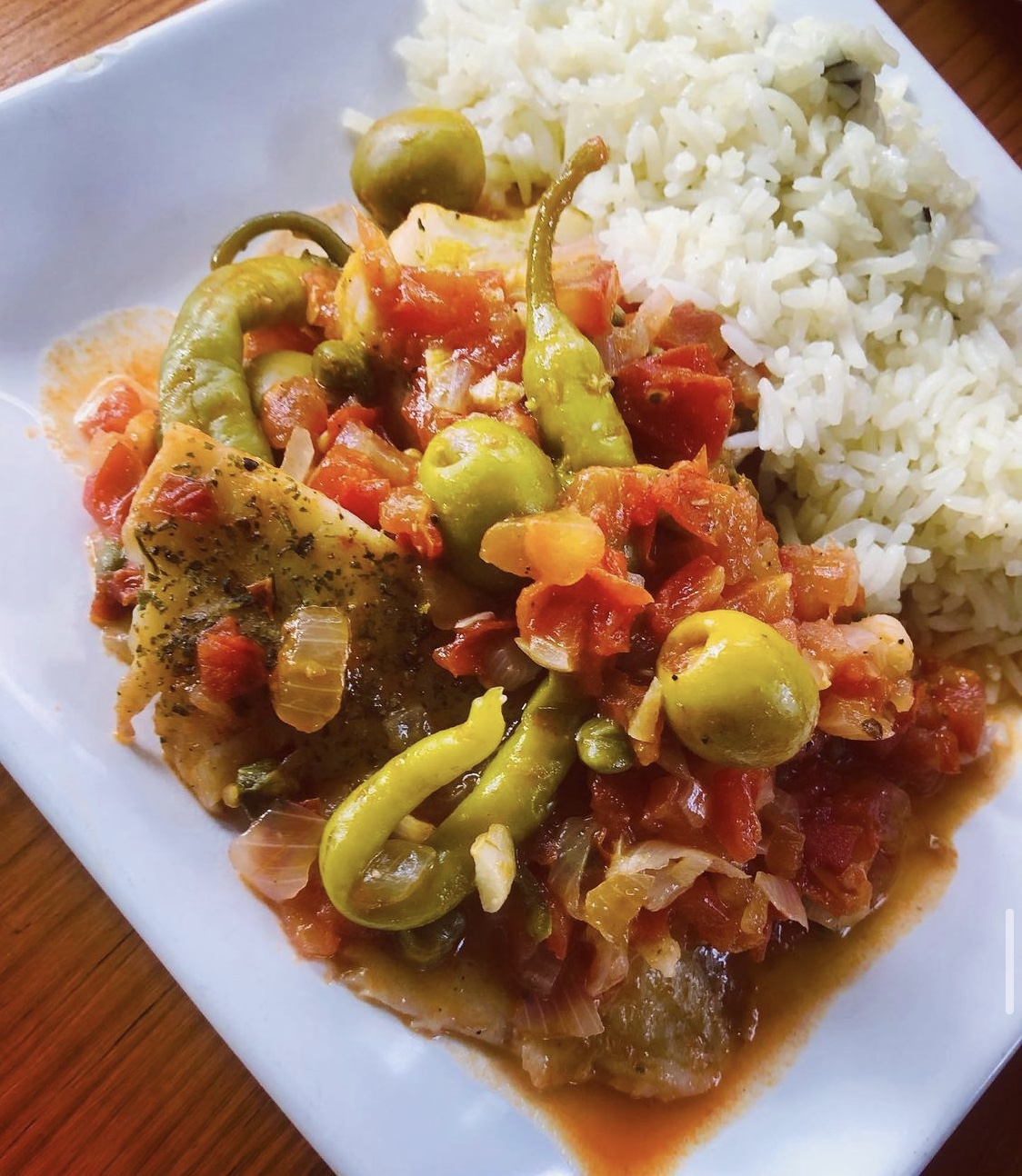
Pescado a la veracruzana med vitt ris.

Pescado a la Veracruzana är en mexikansk maträtt med ursprung från Veracruz som består av fisk inkokt med tomat, lök, kapris och chili. Ofta användes en mindre svag chilifrukt så som chile guero. En vanlig fisk som används är kabeljo och då är namnet Bacalao a la veracruzana. Det förekommer ofta diskussioner om det exakta receptet.